# 134027 Deanbooher
134027 Deanbooher este o planetă minoră (asteroid) din centura de asteroizi. A fost descoperită pe 12 noiembrie 2004 la Catalina Station⁠(d) de Catalina Sky Survey. 
Obiectul prezintă o orbită caracterizată de o semiaxă mare de 2,2247034373399 UAi, o excentricitate de 0,06, o înclinație de 5,4 ° în raport cu ecliptica.